# Elisa Cusma
Elisa Cusma Piccione (Bologna, 24 luglio 1981) è un'ex mezzofondista italiana, specializzata negli 800 e 1500 metri piani.
Ha vinto 8 medaglie a livello internazionale seniores: due titoli ai Giochi del Mediterraneo, un bronzo agli Europei indoor, un argento e tre bronzi in Coppa Europa/Europeo per nazioni ed un argento in Coppa Europa indoor.
Vanta 23 titoli italiani assoluti (indoor ed outdoor), tra individuali e staffette.
Detiene due record assoluti seniores: 800 metri piani indoor e staffetta 4x800 m per club.

## Biografia

### Gli inizi, il lavoro, la pausa agonistica e la ripresa degli allenamenti
Suo padre è l'ex-pugile Lucio Cusma, campione italiano ed europeo dei pesi leggeri tra il 1983 e il 1984. Elisa ha iniziato a praticare atletica leggera ad 11 anni in quinta elementare quando vinse una gara di corsa campestre. Prima aveva provato con il nuoto, il pattinaggio e la danza. Ha perso la mamma quando aveva 13 anni per un incidente sul lavoro. Durante la sua prima parte di carriera ha gareggiato per il Mollificio Modenese Cittadella.

Una pausa agonistica è intervenuta a cavallo del biennio 1999-2000, quindi all'età di 19 anni si è dedicata agli studi e si è diplomata in agraria, poi è andata a lavorare come cameriera in un ristorante-pizzeria di Piumazzo, sua città natale, e successivamente in uno studio odontotecnico. Nel 2004 dopo aver smesso di lavorare nel ristorante della sua città natale, decide di riprendere l'allenamento, dopo averlo abbandonato nel 2000.

Risiede a Castelfranco Emilia.
Ha una sorella, Denise, nata nel 2003 alla fine di una relazione (iniziata nel 2001) del padre Lucio con una cubana, relazione finita perché la compagna non andava d'accordo con Elisa.
Come hobby le piace ascoltare musica, leggere libri ed andare al cinema.
Tra il 2006 ed il 2011 ha partecipato a 6 edizioni della Coppa Europa più una di Coppa Europa indoor, vincendo complessivamente sei medaglie di cui due d'argento e quattro di bronzo.

### 2005-2006: il primo titolo assoluto, l'esordio con la Nazionale assoluta ed il primo tris di titoli
Vince il primo titolo italiano assoluto nel 2005 quando a Bressanone si aggiudica la medaglia d'oro sugli 800 m.
A livello internazionale nello stesso anno esordisce con la Nazionale assoluta ai Giochi del Mediterraneo di Almeria in Spagna finendo settima sugli 800 m.

Ai Mondiali in Finlandia ad Helsinki esce in batteria.
Tris di titoli assoluti nel 2006: 800 m indoor (iscritta sui 1500 m, ma non ha gareggiato), 800 e 4x400 m all'aperto a Torino dove era tra le partecipanti anche sui 1500 m, ma non ha gareggiato.
Al Meeting Internazionale Città di Rieti è diventata la quarta atleta italiana di sempre a correre gli 800 m in meno di 2', stabilendo con 1'58”90 la seconda prestazione all-time. 
Sempre a livello internazionale gareggia ai Mondiali indoor di Mosca in Russia uscendo in batteria sugli 800 m e poi agli Europei in Svezia a Göteborg si ferma in semifinale.

### 2007-2008: i Mondiali giapponesi, i Mondiali indoor spagnoli, le Olimpiadi di Pechino e un'altra tripletta di titoli nel 2008
Altro tris di medaglie agli assoluti nel 2007: oro sugli 800 m indoor (iscritta anche sui 1500 m, ma non ha gareggiato), oro sempre sugli 800 m ed argento con la 4x400 m all'aperto.
Nel 2007 corre ai Mondiali in Giappone ad Osaka raggiungendo la semifinale degli 800 m, mentre agli Europei indoor di Birmingham in Gran Bretagna non era andata oltre la semifinale.
Altra tripletta di titoli assoluti nel 2008: oro sugli 800 m indoor (era le partecipanti sui 1500 m, ma non ha gareggiato), oro sugli 800 e con la 4x400 m all'aperto.
Nella stagione indoor 2008 ha conquistato la finale degli 800 m al coperto ai Mondiali indoor di Valencia in Spagna, correndo in 2'00”36 e migliorando dopo 26 anni il record appartenente alla campionessa olimpica Gabriella Dorio.

Alle Olimpiadi cinesi di Pechino in Cina è arrivata sino alla semifinale degli 800 m.

### 2009: il record italiano “assoluto” sugli 800 metri indoor, il bronzo agli Europei indoor ed il doppio titolo ai Giochi del Mediterraneo
Il 15 febbraio 2009, nell'esordio stagionale al BW-Bank Meeting di Karlsruhe in Germania, ha corso gli 800 m indoor in 1'59"25, ritoccando di un secondo il suo precedente record, e diventando così la prima donna italiana nella storia dell'atletica a scendere sotto il muro dei 2' minuti negli 800 m al coperto.

Il successivo 8 marzo conquista la medaglia di bronzo agli Europei indoor svoltisi in Italia a Torino.
Il 21 giugno 2009 a Leiria in Portogallo all'Europeo per nazioni con 4'08"72 stabilisce il suo personale sui 1.500 m giungendo terza e portando 10 punti all'Italia (sugli 800 m invece finisce settima).
Durante i Giochi del Mediterraneo, svoltisi in Italia a Pescara dal 26 giugno al 5 luglio 2009, fa doppietta di titoli su 800 e 1500 m.
Il 10 luglio 2009 si aggiudica il secondo posto sugli 800 m al Golden Gala di Roma.

Il 17 agosto 2009 si qualifica per la finale dei Mondiali tedeschi a Berlino, vincendo la terza semifinale. In finale, due giorni dopo, ottiene il sesto posto con il tempo di 1'58"81, suo primato stagionale e secondo tempo della carriera.
Poker di titoli durante gli assoluti sempre del 2009: accoppiata 800–1500 m indoor, 800 e staffetta 4x400 m all'aperto.

### 2010: un'altra tripletta di titoli agli assoluti
Nel 2010 non parte in batteria sugli 800 m sia ai Mondiali indoor a Doha in Qatar che agli Europei in Spagna a Barcellona.

Sempre in ambito internazionale, al DécaNation francese di Annecy conclude in seconda posizione sugli 800 m.
In Italia invece agli assoluti vince altre quattro medaglie con una tripletta: doppietta 800–1500 m agli indoor, oro sui 1500 ed argento con la 4x400 m all'aperto.

### 2011-2012: un altro titolo assoluto, l'Europeo per nazioni e il poker agli assoluti
Nel 2011 non prende parte agli assoluti indoor; agli assoluti di Torino invece vince la medaglia d'oro sui 1500 m e pur essendo tra le partecipanti negli 800 m, non gareggia.
In apertura di 2012 non termina la gara ritirandosi durante la batteria degli 800 m ai Mondiali indoor in Turchia ad Istanbul.
Poker di titoli agli assoluti del 2012, come nel 2009: 800 e 1500 m indoor, 1500 e staffetta 4x400 m all'aperto (era tra le partecipanti anche sugli 800 m, ma non ha gareggiato).

### 2013-2015: un altro titolo assoluto negli 800 metri indoor, l'assenza agli assoluti outdoor e il ritorno con la vittoria del titolo sugli 800 metri indoor
Nel 2013 vince il titolo assoluto sugli 800 m agli assoluti indoor di Ancona, mentre pur essendo tra le partecipanti sui 1500 m, non gareggia. Assente agli assoluti di Milano.
Agli assoluti indoor di Ancona nel 2014 non è partita sugli 800 m e si è ritirata nei 1500 m; poi è stata assente agli assoluti di Rovereto.
Ritorna a gareggiare gli assoluti indoor nel 2015 a Padova dove vince il titolo italiano indoor sugli 800 m.
Nel luglio del 2015 annuncia il ritiro dall'attività agonistica dopo 23 anni di carriera (1992-2015).

## Curiosità
- Tra le ottocentiste-mezzofondiste italiane ha vinto 19 titoli assoluti individuali come Paola Pigni e meglio di loro due ha fatto soltanto Gabriella Dorio con 21 titoli italiani assoluti individuali conquistati in carriera.
- Tra il 2007 ed il 2015 ha vinto 7 titoli assoluti sugli 800 m indoor (nel 2011 era assente, mentre nel 2014 non è partita pur essendo tra le partecipanti).
- In carriera ha fatto due volte poker di titoli italiani assoluti nello stesso anno (800 e 1500 m indoor + 800 e 4x400 m nel 2009, 800 e 1500 m indoor + 1500 e 4x400 m nel 2012) e tre triplette (2006, 2008 e 2010).
- È l'unica atleta italiana di sempre ad essere scesa sotto i 2' negli 800 m indoor[11].
- Detiene 4 dei primi 8 (11 dei primi 20) migliori tempi italiani femminili all-time degli 800 m ed i restanti appartengono alla primatista nazionale Gabriella Dorio[12].
- È allenata da Claudio Guizzardi[13].

## Record nazionali

### Seniores
- 800 metri piani indoor: 1'59”25 ( Karlsruhe, 15 febbraio 2009)[14]
- Staffetta 4x800 metri piani club: 8'25”60 ( Roma, 5 maggio 2006)
(Sara Palmas, Alexia Oberstolz, Elisa Cusma, Loredana Di Grazia)[15]

## Progressione

### 800 metri piani
| Stagione | Tempo   | Luogo                | Data      | Rank. Mond. |
| -------- | ------- | -------------------- | --------- | ----------- |
| 2013     | 2'06"72 | Montreuil            | 3-6-2013  |             |
| 2012     | 2'02"64 | Pergine Valsugana    | 21-7-2012 |             |
| 2011     | 2'01"04 | Stoccolma            | 18-6-2011 |             |
| 2010     | 1'59"13 | Principato di Monaco | 22-7-2010 |             |
| 2009     | 1'58"81 | Berlino              | 19-8-2009 |             |
| 2008     | 1'59"22 | Milano               | 2-7-2008  |             |
| 2007     | 1'58"63 | Osaka                | 26-8-2007 |             |
| 2006     | 1'58"90 | Rieti                | 27-8-2006 |             |
| 2005     | 2'00"96 | Lignano Sabbiadoro   | 17-7-2005 |             |

### 800 metri piani indoor
| Stagione | Tempo   | Luogo     | Data      | Rank. Mond. |
| -------- | ------- | --------- | --------- | ----------- |
| 2015     | 2'05"19 | Vienna    | 31-1-2015 |             |
| 2014     | 2'06"41 | Eaubonne  | 11-2-2013 |             |
| 2013     | 2'04"38 | Gand      | 2-2-2013  |             |
| 2012     | 2'01"53 | Liévin    | 14-2-2012 |             |
| 2010     | 2'06"60 | Ancona    | 28-2-2010 |             |
| 2009     | 1'59"25 | Karlsruhe | 15-2-2009 |             |
| 2008     | 2'00"36 | Valencia  | 8-3-2008  |             |
| 2007     | 2'01"03 | Pireo     | 24-2-2007 |             |
| 2006     | 2'01"87 | Vienna    | 31-1-2006 |             |

### 1500 metri piani
| Stagione | Tempo   | Luogo              | Data      | Rank. Mond. |
| -------- | ------- | ------------------ | --------- | ----------- |
| 2014     | 4'25"39 | Cles               | 29-8-2014 |             |
| 2012     | 4'07"55 | Lignano Sabbiadoro | 17-7-2012 |             |
| 2011     | 4'13"38 | Torino             | 25-6-2011 |             |
| 2010     | 4'08"53 | Bergen             | 20-6-2010 |             |
| 2009     | 4'04"98 | Atene              | 13-7-2009 |             |
| 2008     | 4'13"68 | Firenze            | 27-6-2008 |             |
| 2007     | 4'09"34 | Milano             | 24-6-2007 |             |
| 2006     | 4'09"55 | Conegliano         | 26-5-2006 |             |
| 2005     | 4'16"53 | Trento             | 13-9-2005 |             |

## Palmarès
| Anno | Manifestazione          | Sede       | Evento       | Risultato  | Tempo   | Note   |
| ---- | ----------------------- | ---------- | ------------ | ---------- | ------- | ------ |
| 2005 | Giochi del Mediterraneo | Almería    | 800 m piani  | 7ª         | 2'03"96 | [ 16 ] |
| 2005 | Mondiali                | Helsinki   | 800 m piani  | Batteria   | 2'05"95 | [ 17 ] |
| 2006 | Mondiali indoor         | Mosca      | 800 m piani  | Batteria   | 2'04"95 | [ 17 ] |
| 2006 | Europei                 | Göteborg   | 800 m piani  | Semifinale | 2’01”17 | [ 18 ] |
| 2007 | Europei indoor          | Birmingham | 800 m piani  | Semifinale | 2'01"42 | [ 19 ] |
| 2007 | Mondiali                | Osaka      | 800 m piani  | Semifinale | 1'58"63 | [ 17 ] |
| 2008 | Mondiali indoor         | Valencia   | 800 m piani  | 6ª         | 2'03"76 | [ 17 ] |
| 2008 | Giochi olimpici         | Pechino    | 800 m piani  | Semifinale | 1'59"92 | [ 17 ] |
| 2009 | Europei indoor          | Torino     | 800 m piani  | Bronzo     | 2'00"23 | [ 20 ] |
| 2009 | Giochi del Mediterraneo | Pescara    | 800 m piani  | Oro        | 1'59"87 | [ 21 ] |
| 2009 | Giochi del Mediterraneo | Pescara    | 1500 m piani | Oro        | 4'11"88 | [ 22 ] |
| 2009 | Mondiali                | Berlino    | 800 m piani  | 6ª         | 1'58"81 | [ 17 ] |
| 2010 | Mondiali indoor         | Doha       | 800 m piani  | Batteria   | dns     | [ 17 ] |
| 2010 | Europei                 | Barcellona | 800 m piani  | Batteria   | 1'59"80 | [ 23 ] |
| 2012 | Mondiali indoor         | Istanbul   | 800 m piani  | Batteria   | dnf     | [ 17 ] |

## Campionati nazionali
- 7 volte campionessa assoluta indoor degli 800 m (2007, 2008, 2009, 2010, 2012, 2013, 2015)
- 3 volte campionessa assoluta dei 1500 m (2010, 2011, 2012)
- 4 volte campionessa assoluta della staffetta 4x400 m (2006, 2008, 2009, 2012)
- 4 volte campionessa assoluta indoor dei 1500 m (2006, 2009, 2010, 2012)
- 5 volte campionessa assoluta degli 800 m (2005, 2006, 2007, 2008, 2009)

2005
- ai Campionati italiani assoluti, (Bressanone),
800 m - 2'03"60[24]

2006
- ai Campionati italiani assoluti indoor, (Ancona), 1500 m - 4'17”17[25]
- ai Campionati italiani assoluti, (Torino),
800 m - 2'05"72[26]
- ai Campionati italiani assoluti, (Torino),
4x400 m - 3'42"07[27]

2007
- ai Campionati italiani assoluti indoor, (Ancona),
800 m - 2'04"39[28]
- ai Campionati italiani assoluti, (Padova),
800 m - 2'02"59[29]
- ai Campionati italiani assoluti, (Padova),
4x400 m - 3'40”91[30]

2008
- ai Campionati italiani assoluti indoor, (Genova), 800 m - 2'08"53[31]
- ai Campionati italiani assoluti, (Cagliari),
800 m - 2'03"59[32]
- ai Campionati italiani assoluti, (Cagliari),
4x400 m - 3'42"62[33]

2009
- ai Campionati italiani assoluti indoor, (Torino),
800 m - 2'04"83[34]
- ai Campionati italiani assoluti indoor, (Torino),
1500 m - 4'19"16[35]
- ai Campionati italiani assoluti, (Milano),
800 m - 2'00"61[36]
- ai Campionati italiani assoluti, (Milano),
4x400 m - 3'39"93[37]

2010
- ai Campionati italiani assoluti indoor, (Ancona),
800 m - 2'06"60[38]
- ai Campionati italiani assoluti indoor, (Ancona), 1500 m - 4'19"45[39]
- ai Campionati italiani assoluti, (Grosseto),
1500 m - 4'09"93[40]
- ai Campionati italiani assoluti, (Grosseto),
4x400 m - 3'42"04[41]

2011
- ai Campionati italiani assoluti, (Torino),
1500 m - 4'13"38[42]

2012
- ai Campionati italiani assoluti indoor, (Ancona),
800 m - 2'04"97[43]
- ai Campionati italiani assoluti indoor, (Ancona), 1500 m - 4'17"79[44]
- ai Campionati italiani assoluti, (Bressanone),
1500 m - 4'18”04[45]
- ai Campionati italiani assoluti, (Bressanone),
4x400 m - 3'39"94[46]

2013
- ai Campionati italiani assoluti indoor, (Ancona),
800 m - 2'04”01[47]

2014
- In batteria ai Campionati italiani assoluti indoor, (Ancona), 800 m - dns[48]
- In finale ai Campionati italiani assoluti indoor, (Ancona), 1500 m - r[49]

2015
- ai Campionati italiani assoluti indoor, (Padova),
800 m - 2'08”43[50]

## Altre competizioni internazionali
2006
- Argento in Coppa Europa, ( Praga),
800 m - 2'02”42[18]
- 8ª al Golden Gala, ( Roma), 800 m - 2'00”84[51]
- 6ª al Meeting Internazionale Città di Rieti,
( Rieti), 800 m - 1'58”90[52]

2007
- Bronzo in Coppa Europa, ( Milano),
800 m - 2'02”62[19]
- Bronzo in Coppa Europa, ( Milano),
1500 m - 4'09”34[19]
- 6ª al Meeting de Atletismo Madrid - IAAF World Challenge, ( Madrid), 800 m - 2'00”87[53]
- Bronzo all'Athens Grand Prix Tsiklitiria,
( Atene), 800 m - 1'59”22[54]
- 5ª al Golden Gala, ( Roma), 800 m - 2'00”04[55]
- 7ª alla IAAF World Athletics Final, ( Stoccarda),
800 m - 1'59”67[56]

2008
- Argento in Coppa Europa indoor, ( Mosca),
800 m - 2'01”73[57]
- 6ª in Coppa Europa indoor, ( Mosca),
Staffetta svedese - 4'56”44[57]
- In batteria in Coppa Europa, ( Annecy),
800 m - r[57]
- 5ª in Coppa Europa, ( Annecy), 1500 m - 4'21”03[57]
- 5ª al Meeting de Atletismo Madrid - IAAF World Challenge, ( Madrid), 800 m - 2'00”09[58]
- 7ª al Golden Gala, ( Roma), 800 m - 1'59”84[59]
- 6ª alla IAAF World Athletics Final, ( Stoccarda),
800 m - 2'00”12[60]

2009
- Argento in Coppa dei Campioni per club,
( Castellón), 800 m - 2'02”21[61]
- Oro in Coppa dei Campioni per club,
( Castellón), 1500 m - 4'10”13[61]
- Argento in Coppa dei Campioni per club,
( Castellón), 4x400 m - 3'38”04[62]
- 7ª all'Europeo per nazioni,
( Leiria), 800 m - 2'00”93[63]
- Bronzo all'Europeo per nazioni,
( Leiria), 1500 m - 4'08”72[63]
- Oro alla Notturna di Milano,
( Milano), 800 m - 1'59”53[64]
- In finale al Meeting Internazionale Città di Rieti,
( Rieti), 1500 m - dnf[65]
- Argento al Meeting Areva,
( Parigi), 800 m - 1'58”99[66]
- Argento al Golden Gala,
( Roma), 800 m - 2'00”14[67]
- 5ª alla IAAF World Athletics Final,
( Salonicco), 800 m - 2'00”84[68]

2010
- Bronzo all'Europeo per nazioni,
( Bergen), 800 m - 2'03”91[69]
- 5ª all'Europeo per nazioni,
( Bergen), 1500 m - 4'08”53[69]
- Argento al DécaNation,
( Annecy), 800 m - 2'00”75[69]

2011
- Oro in Coppa dei Campioni per club,
( Vila Real de Santo António), 1500 m - 4'19”19[70]
- 5ª all'Europeo per nazioni,
( Stoccolma), 800 m - 2'01”04[71]
- Bronzo al Meeting de Atletismo Madrid - IAAF World Challenge, ( Madrid), 800 m - 2'01"06[72]